# 斯莫爾日夫 (里夫內區)
50°43′54″N 25°58′44″E / 50.73167°N 25.97889°E

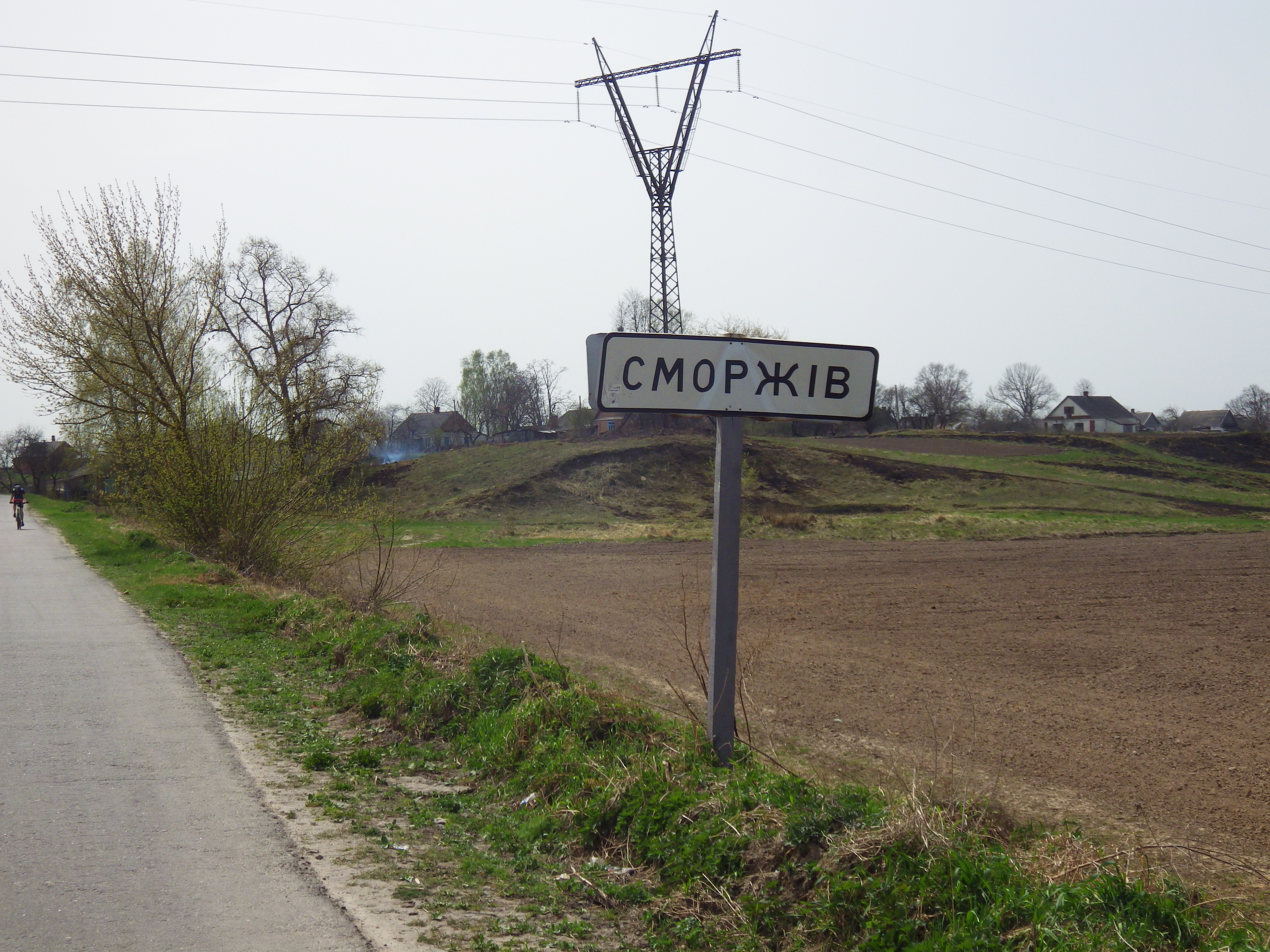
路牌

斯莫爾日夫（烏克蘭語：Сморжів），是烏克蘭西北部里夫内州里夫内区佐里亞市鎮的村落。面積0.4平方公里，海拔高度185米，2001年人口292，人口密度每平方公里730人。